# Ritratto della contessa Daru
Ritratto della contessa Daru (Portrait de la Comtesse Daru) è una pittura a olio di Jacques-Louis David del 1810.

## Storia
La tela rappresenta Alexandrine Therese Nardot (1783-1815), moglie del conte Pierre Daru, intendente generale di Napoleone I. Il ritratto venne realizzato da David come ringraziamento per la mediazione operata da Daru nel conflitto che lo aveva contrapposto a Vivant Denon sul pagamento dei celebri dipinti L'incoronazione di Napoleone e La distribuzione delle aquile.
Stendhal, amico intimo della coppia e cugino di Daru, assistette alla realizzazione del quadro e lo menzionò nel suo diario, stendendo un ritratto al vetriolo dell'autore.

## Descrizione
Il ritratto della contessa Daru è presentato su sfondo scuro così da far risaltare il personaggio. In particolare, il colore chiaro delle vesti della donna, il copricapo di fiori e la sua pelle pallida sono i primi elementi che saltano all'occhio nell'intero dipinto ed esprimono nel contempo purezza e visibilità.
Grande risalto viene dato anche ai panneggi degli abiti indossati dalla contessa, come pure le grandi pieghe del mantello avvolto al suo braccio ed i particolari della trama e dei ricami di quest'ultimo, fedelmente riprodotti sulla tela.